# Líbano en los Juegos Olímpicos de Vancouver 2010
Líbano estuvo representado en los Juegos Olímpicos de Vancouver 2010 por tres deportistas, un hombre y dos mujeres, que compitieron en esquí alpino.
La portadora de la bandera en la ceremonia de apertura fue la esquiadora alpina Chirine Njeim. El equipo olímpico libanés no obtuvo ninguna medalla en estos Juegos.